# Shuka
Shuka, Inc. (株式会社朱夏?, Kabushiki gaisha Shuka) è un'azienda che lavora principalmente nell'ambito dell'animazione. Lo studio è una parte, ormai divisa, dello studio Brain's Base ed è stata fondata nel giugno del 2013.

## Produzioni

### Serie TV
- Durarara!!x2 Shou (2015)
- Durarara!!x2 Ten (2015)
- Durarara!!x2 Ketsu (2016)
- 91 Days (2016)
- Natsume yūjinchō go (2016)
- Natsume yūjinchō roku (2017)
- Housekishou Richard-shi no Nazo Kantei (2020)

### OVA
- Durarara!!x2 Shou 4.5 (2015)
- Durarara!!x2 Ten 13.5 (2015)